# L'Incroyable Embouteillage 2 : Vive les mariés !
Série
L'Incroyable Embouteillage
(2023)
Pour plus de détails, voir Fiche technique et Distribution.
L'Incroyable Embouteillage 2 : vive les mariés est un téléfilm français écrit et réalisé par David Charhon, diffusé pour le 3 juillet 2024 sur M6 et le 7 août 2024 sur RTL-TVI (pour la Belgique).
Cette comédie est une production de R-Lines Productions en association avec Mony Films pour M6,,.